# هایسین

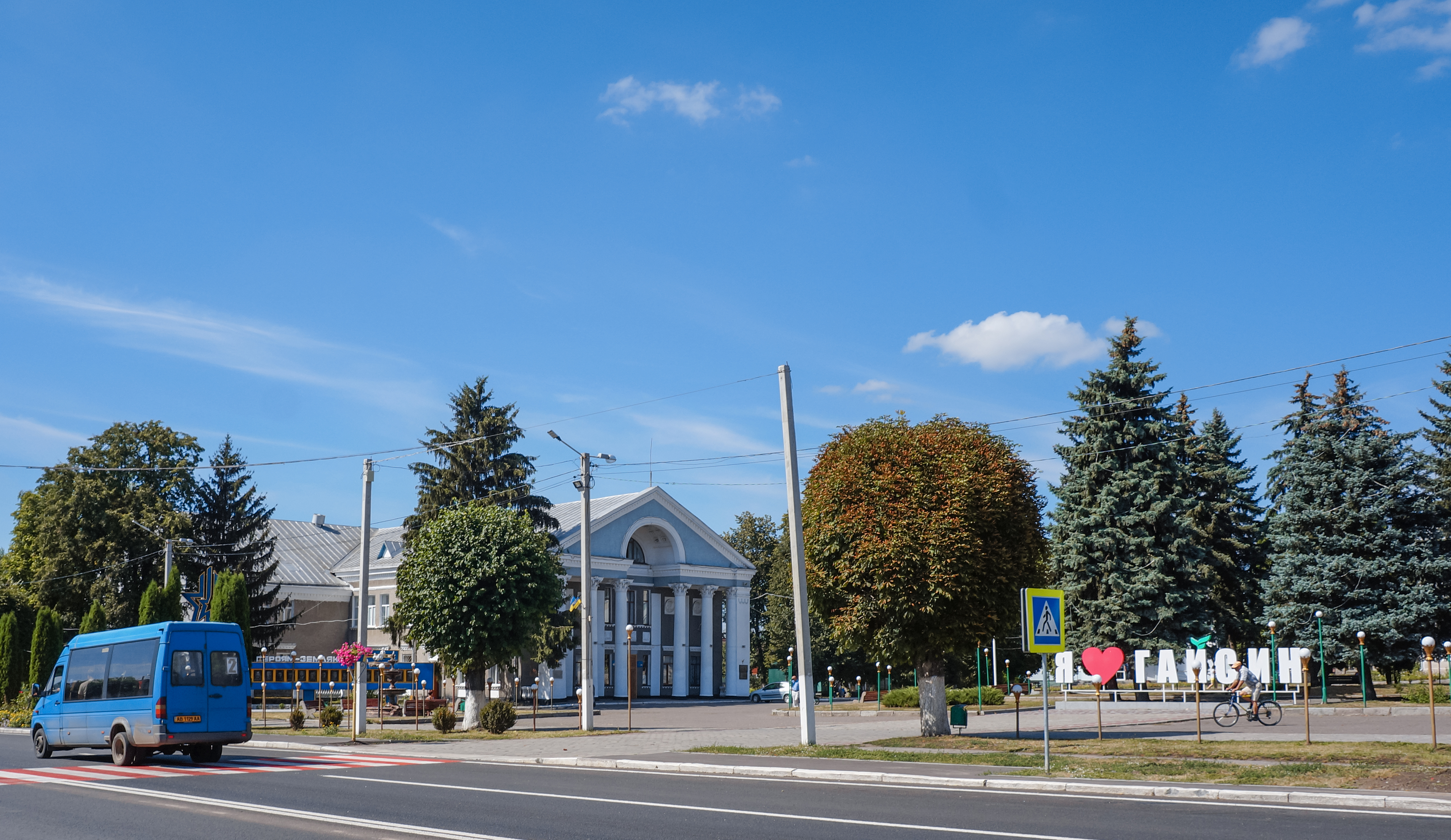
نمایی از شهر هایسین در استان وینیتسیا، اوکراین - ۲۰۲۰

شهر هایسین (به اوکراینی: Гайсин) در استان وینیتسیا در کشور اوکراین واقع شده‌است. جمعیت این شهر ۲۵٬۶۴۰ نفر  است.